# Tit Romili Roc Vaticà
Tit Romili Roc Vaticà (en llatí Titus Romilius Rocus Vaticanus) va ser un magistrat romà.
Va ser elegit cònsol l'any 455 aC junt amb Gai Veturi Gemí Cicurí. Va ser membre també del primer decemvirat l'any 451 aC. Els dos cònsols van fer la guerra als eques als que van derrotar i van prendre molt de botí que no van distribuir entre els soldats sinó que el van vendre per cobrir les necessitats de tresoreria de l'estat.
Això els va suposar ser acusats l'any següent al deixar el càrrec, per Luci Aliè, edil plebeu, i condemnats a pagar una multa de deu mil asos.